# Сесиль де Комменж
Сесиль де Комменж (фр. Cécile de Comminges), или Чечилия де Комменж (итал. Cecilia de Comminges; ок. 1300, Комменж — 1354, Казале-Монферрато, Монферрато) — дочь графа Бернарда VII из рода де Комменж; в замужестве — в первом браке графиня д’Астарак, во втором браке маркиза Монферрато.

## Биография
Сесиль де Комменж родилась около 1300 года. Она была последним ребёнком Бернарда VII, графа де Комменж и Лауры де Монфор-л’Амори, дочери Филиппа де Монфор, сеньора де Кастр, и Жанны де Леви. Мать умерла вскоре после её рождения. По достижении совершеннолетия она была выдана замуж за графа Аманьё д’Астарака, сына графа Бернарда V д’Астарака и Марты де Фуа. В первом браке Сесиль де Комменж родила единственного ребёнка, сына Сентюля д’Астарака (1320—1359), который назвал своего первенца, дочь, именем матери.
Овдовев, в 37 лет, в солидном по тем временам для женщины возрасте она снова вышла замуж за Джованни II Палеолога, маркграфа Монферрато, сына Теодоро I Палеолога, маркграфа Монферрато, и Арджентины Спинолы, которому на время заключения брака исполнилось шестнадцать лет. Летописцы умалчивают о причинах столь необычного для средневековья супружеского союза. По всей вероятности, он преследовал политические цели.
Титул маркграфини Монферрато под именем Чечилии де Комменж пожилая супруга носила до самой смерти в 1354 году. Брак с Джованни II Монферратским по понятным причинам оказался бездетным. После её смерти Джованни II женился на Изабелле Майоркской, которая родила ему дочь и четверых сыновей.